# Egidio Arioni
Egidio Arioni (Montevideo, 29 giugno 1893 – ...) è stato un calciatore italiano, di ruolo ala sinistra.
Era noto come Arioni II per distinguerlo da altri due calciatori del Torino, Augusto o Arioni I e Enrico o Arioni III.

## Carriera
Tecnicamente dotato, la sua carriera fu ostacolata da limiti caratteriali che ne compromisero il rendimento.
La carriera agonistica si svolse tra le file del Torino, club con cui esordì nella vittoria per 2-1 contro l'Inter il 17 dicembre 1911. Con il club granata giocò sino al 1920.